# Türk Gücü Friedberg
Türk Gücü Friedberg e. V. (türkisch „türkische Macht/Kraft“) ist ein Fußballverein aus dem hessischen Friedberg. Der Verein wurde 1988 gegründet und trägt seine Heimspiele auf der Sportanlage Burgfeld aus. Die erste Mannschaft spielt aktuell in der fünftklassigen Hessenliga.

## Geschichte
Der Verein wurde 1988 durch türkische Gastarbeiter in Friedberg gegründet. Erster Präsident war Isa Cirak. Zu Anfangszeiten war der Verein ein Sammelpunkt für türkisch-stämmige Fußballspieler und Gastarbeiter.
Im Jahr 1999 gelang der Aufstieg in die Bezirksliga (heute Kreisoberliga). 2006 nahm die Mannschaft erstmals an der Aufstiegsrunde zur Gruppenliga teil, scheiterte jedoch.
Nach einigen Wechseln an der Spitze, wurde 2009 Ramazan Kaplan Präsident des Vereins. Der Textilreinigungs-Unternehmer unterstützte den Verein auch finanziell und ermöglichte so einen sportlichen Aufschwung. Zudem setzte der Verein in der Folge nicht mehr gezielt auf Spieler türkischer Herkunft.
2012 wurde Türk Gücü Meister der Kreisoberliga Friedberg und gewann zudem erstmals den Kreispokal. In der folgenden Saison 2012/13 marschierte die Mannschaft durch die Gruppenliga Frankfurt-West und stieg als Meister erneut auf.
Der Sprung in die Verbandsliga Hessen-Süd erwies sich zunächst als zu groß und schon 2015 musste sie wieder absteigen. In der folgenden Saison 2015/16 gelang der direkte Wiederaufstieg in die Verbandsliga. Zwei Jahre später wurden die Friedberger unter Trainer Mustafa Fil Vizemeister hinter dem FV Bad Vilbel. In der folgenden Aufstiegsrunde zur Hessenliga setzte sich Türk Gücü mit 1:0 beim SSV Sand sowie mit 2:1 gegen den FSV Fernwald durch und stieg in die Hessenliga auf.
Die Saison 2018/19  beendeten die Friedberger auf Platz 13. Im Juli 2019 wurde Carsten Weber neuer Trainer. Die beiden coronabedingt nicht beendeten Spielzeiten beendete Türk Gücü auf den Plätzen 11 und 5. Nach einem enttäuschenden Verlauf der Saison 2021/22, in der man in der vorübergehend auf 22 Mannschaften erweiterten Liga an der Abstiegsrunde teilnehmen musste, trennte sich der Verein im März 2022 einvernehmlich von Weber. Neuer Trainer wurde Enis Dzihic, der den Klassenerhalt sichern konnte.
In der Saison 2022/23 zeigten sich die Friedberger deutlich verbessert und spielten lange Zeit um die vorderen Plätze mit. Im März 2023 besiegten sie vor über 1.700 Zuschauern die neu gegründete U21 von Eintracht Frankfurt mit 4:2. Im direkten Anschluss folgte allerdings eine längere Schwächephase, durch die der Kontakt zu den Aufstiegsplätzen verloren wurde. Mit Platz drei erzielten sie dennoch das beste Ergebnis der Vereinsgeschichte. Kurz vor Ende der Saison erklärte der zweitplatzierte FC Gießen den Verzicht auf die Teilnahme an der Aufstiegsrunde zur Regionalliga Südwest. Türk Gücü wäre nun teilnahmeberechtigt gewesen, wurde von der Entscheidung der sportlich enteilten Gießener aber überrascht und konnte nicht mehr rechtzeitig ein geeignetes Stadion organisieren.
In der folgenden Saison 2023/24 konnten die Friedberger ihr Niveau halten und lagen zum Ende der Hinrunde an der Tabellenspitze. Ein Abzug von drei Punkten aufgrund eines unzureichenden Unterbaus sowie eine Schwächephase im Frühjahr 2024 sorgten dafür, dass sie den Meistertitel dem FC Gießen überlassen mussten. Türk Gücü sicherte sich den zweiten Platz, scheiterte jedoch anschließend in der Aufstiegsrunde mit zwei Niederlagen. In der gleichen Saison erreichte die Mannschaft nach einem 2:1-Halbfinalerfolg gegen den Regionalligisten KSV Hessen Kassel erstmals das Finale des Hessenpokals. Dort musste sie sich Kickers Offenbach knapp mit 2:3 geschlagen geben. In der folgenden Spielzeit 2024/25 belegte Friedberg den 3. Platz in der Hessenliga, durfte jedoch durch den Aufstiegsverzicht von Meister FSV Fernwald erneut an der Aufstiegsrunde zur Regionalliga Südwest teilnehmen. Dort scheiterte es nach einem 6:0-Sieg über die Zweitvertretung des 1. FC Kaiserslautern durch eine 2:3-Niederlage bei der TSG Balingen am Aufstieg, wobei der entscheidende Gegentreffer erst in der 90. Minute fiel.
Seit dem sportlichen Abstieg des FV Bad Vilbel dominiert Türk Gücü Friedberg den Fußball im Wetteraukreis, was sich insbesondere auch in zuletzt vier Kreispokalsiegen in Folge ausdrückt.
Der Verein unterhält weiterhin eine Zweite Mannschaft, die seit 2018 in der Kreisoberliga Friedberg spielt.

## Spielstätten
Heimspielstätte der Ersten Mannschaft von Türk Gücü Friedberg ist seit der Saison 2022/23 das Burgfeld, ein Stadion mit Leichtathletikanlage unterhalb der Friedberger Burg. Neben dem Hauptplatz mit Naturrasen-Spielfeld, steht dort auch ein Kunstrasenplatz zur Verfügung. Die Zweite Mannschaft spielt auf dem Sportplatz im Stadtteil Ossenheim. Bis zur Saison 2014/15 war auch die Erste dort aktiv. Da der Platz keinen höheren Ansprüchen genügt und das Burgfeld aufgrund der Belegung durch andere Friedberger Vereine zu dieser Zeit nicht verfügbar war, spielte man anschließend sieben Jahre lang auf dem Sportplatz in Ober-Rosbach.

## Platzierungen
| Saison  | Liga                       | Platz                         |
| ------- | -------------------------- | ----------------------------- |
| 2003/04 | Bezirksliga Friedberg      | 06.                           |
| 2004/05 | Bezirksliga Friedberg      | 14.                           |
| 2005/06 | Bezirksliga Friedberg      | 12.                           |
| 2006/07 | Bezirksliga Friedberg      | 02.                           |
| 2007/08 | Bezirksliga Friedberg      | 08.                           |
| 2008/09 | Kreisoberliga Friedberg    | 02.                           |
| 2009/10 | Kreisoberliga Friedberg    | 10.                           |
| 2010/11 | Kreisoberliga Friedberg    | 03.                           |
| 2011/12 | Kreisoberliga Friedberg    | 01.                           |
| 2012/13 | Gruppenliga Frankfurt West | 01.                           |
| 2013/14 | Verbandsliga Hessen Süd    | 11.                           |
| 2014/15 | Verbandsliga Hessen Süd    | 15.                           |
| 2015/16 | Gruppenliga Frankfurt West | 01.                           |
| 2016/17 | Verbandsliga Hessen Süd    | 07.                           |
| 2017/18 | Verbandsliga Hessen Süd    | 02.                           |
| 2018/19 | Hessenliga                 | 13.                           |
| 2019/20 | Hessenliga                 | 10. (abgebrochen)             |
| 2020/21 | Hessenliga                 | 05. (abgebrochen)             |
| 2021/22 | Hessenliga                 | 14. (4. in der Abstiegsrunde) |
| 2022/23 | Hessenliga                 | 03.                           |
| 2023/24 | Hessenliga                 | 02.                           |
| 2024/25 | Hessenliga                 | 03.                           |